# Іст-Квінсі (Каліфорнія)
Іст-Квінсі (англ. East Quincy) — переписна місцевість (CDP) в США, в окрузі Плумас штату Каліфорнія. Населення — 2463 особи (2020).

## Географія
Іст-Квінсі розташований за координатами 39°54′59″ пн. ш. 120°55′8″ зх. д. / 39.91639° пн. ш. 120.91889° зх. д. (39.916423, -120.918934).  За даними Бюро перепису населення США в 2010 році переписна місцевість мала площу 31,36 км², уся площа — суходіл.

## Демографія
Згідно з переписом 2010 року, у переписній місцевості мешкало 2489 осіб у 1081 домогосподарстві у складі 647 родин. Густота населення становила 79 осіб/км².  Було 1170 помешкань (37/км²).
Расовий склад населення:
| - 87,3 % — білих - 3,2 % — чорних або афроамериканців - 1,7 % — корінних американців - 0,6 % — азіатів - 1,3 % — осіб інших рас |

До двох чи більше рас належало 5,9 %. Частка іспаномовних становила 6,5 % від усіх жителів.
За віковим діапазоном населення розподілялося таким чином: 21,1 % — особи молодші 18 років, 64,9 % — особи у віці 18—64 років, 14,0 % — особи у віці 65 років та старші. Медіана віку мешканця становила 42,1 року. На 100 осіб жіночої статі у переписній місцевості припадало 103,5 чоловіків;  на 100 жінок у віці від 18 років та старших — 106,3 чоловіків також старших 18 років.
Середній дохід на одне домашнє господарство  становив 50 181 долар США (медіана — 47 346), а середній дохід на одну сім'ю — 55 860 доларів (медіана — 50 878). Медіана доходів становила 37 145 доларів для чоловіків та 32 875 доларів для жінок. За межею бідності перебувало 21,2 % осіб, у тому числі 36,5 % дітей у віці до 18 років та 2,0 % осіб у віці 65 років та старших.
Цивільне працевлаштоване населення становило 1384 особи. Основні галузі зайнятості: освіта, охорона здоров'я та соціальна допомога — 18,9 %, мистецтво, розваги та відпочинок — 18,4 %, роздрібна торгівля — 17,1 %.